# Clementine Krauss

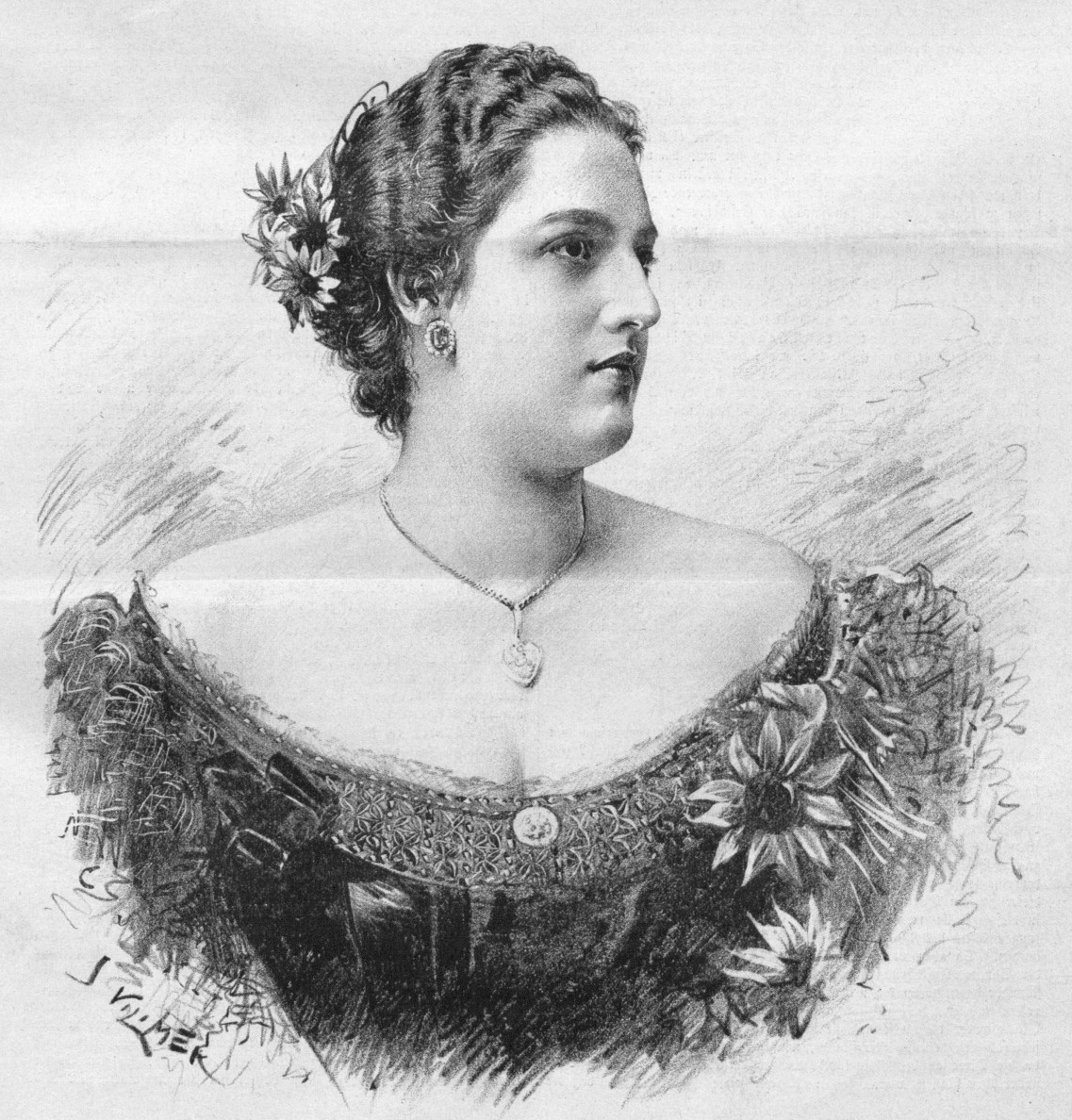
Clementine Krauss
Porträt von Jan Vilímek, vor 20. Februar 1894

Clementine Krauss, verheiratete Chmel (25. April 1877 in Wien – 19. April 1938 in Prag) war eine österreichische Tänzerin, Schauspielerin und Opernsängerin der Stimmlage Sopran. Sie wirkte unter dem Pseudonym Clemy Krauss auch als Regisseurin.

## Leben
Clementine Krauss war die Tochter von Maximilian Krauss, der zunächst der Privatsekretär von Richard Klemens von Metternich war und dann als österreichischer Botschafter in Paris die Amtsgeschäfte führte. Ihre Schwester Helene Krauss (1873–1951) war Mimikerin an der Wiener Hofoper. Ihre Großtante Gabrielle Krauss (1842–1906) war Opernsängerin, die ebenfalls an der Wiener Hofoper und auch in Mailand und Paris auftrat. 
Clementine Krauss erhielt ab dem Alter von sechs Jahren Ballettunterricht in der Ballettschule der Wiener Hofoper. 1888 wurde sie dort im Alter von 11 Jahren Elevin. Von 1890 bis 1892 gehörte sie dem Corps de Ballet der Wiener Hofoper an. 1891 wurde sie Solotänzerin. Im Spielplanarchiv der Wiener Staatsoper sind elf Titel verzeichnet, an denen sie in den 1890er Jahren mitwirkte – darunter Die Puppenfee, Ein Tanzmärchen und die Komische Oper Ritter Pásmán von Johann Strauss (Sohn).
Sie absolvierte danach eine Sprechausbildung bei Bernhard Baumeister (1827–1917) und fand Engagements in Pilsen, Olmütz und Troppau. In der Spielzeit 1894/95 war sie als jugendliche Sentimentale und als Salondame am Lessing-Theater in Berlin engagiert.
In der Folge studierte sie Gesang bei der Hofopernsängerin Rosa Papier (1858–1932). Ab der Spielzeit 1901/02 war sie für zwei Spielzeiten als Sängerin am Kgl. Städtischen Theater Olmütz engagiert. Ab der Spielzeit 1903/04  war sie für zwei Spielzeiten Ensemblemitglied an den Vereinigten Theatern Graz, wo sie überwiegend für Wagner-Partien eingesetzt wurde.
Auf Gastspielreisen, die sie unter anderem nach Köln, Essen, Pressburg und Hermannstadt führten, feierte sie Triumphe. Sie sang durchgängig Hauptrollen – die Titelpartien in Bellinis Norma, in Halévys Jüdin, in Verdis Aida und in Goldmarks Königin von Saba sowie die Brünnhilde in Wagners Der Ring des Nibelungen. 
Ab der Spielzeit 1906/07 war sie bis 1913 an der Wiener Volksoper  engagiert, wo sie auch Regie führte. Sie inszenierte unter anderem Salome, Hänsel und Gretel, Die schöne Galathée sowie Die Hugenotten von Giacomo Meyerbeer. 
1914 heiratete sie den Opernsänger Ottokar Chmel (1859–1957), lebte dann mit ihrem Ehemann in Prag und gab Gesangsunterricht. Ihr einziges Kind war Clemens Krauss (1893–1954), der unehelich in Wien geboren wurde. Vater des Kindes war der Rennreiter Hector Baltazzi (1851–1916). Ihr Sohn wurde später ein international renommierter Dirigent und Leiter der Opernhäuser von Frankfurt am Main, Wien, Berlin und München sowie der Salzburger Festspiele, bekannt vor allem als Begründer der Neujahrskonzerte der Wiener Philharmoniker.